# Hemikryptofity
Hemikryptofity (gr. hemi = pół, kryptos = schowany, phyton = roślina), rośliny naziemnopączkowe – jedna z form życiowych roślin. Obejmuje rośliny, których pąki, umożliwiające roślinie odnawianie się, znajdują się tuż przy powierzchni ziemi (albo na niej, albo tuż pod nią).
Hemikryptofizm jest przystosowaniem do przetrwania zimy. W klimacie umiarkowanym roślin takich jest bardzo wiele. Należą do nich rośliny dwuletnie, jak np. naparstnica zwyczajna (Digitalis grandiflora), dziewanna kutnerowata (Verbascum phlomoides) lub byliny, np. rojnik górski (Sempervivum montanum), pierwiosnek maleńki (Primula minima). Są to rośliny, których pędy obumierają przed zimą. Zimują pąki, chronione przed przemarznięciem przez warstwę ściółki, obumarłych i żywych liści, glebę. U niektórych roślin z tej grupy, np. u poziomki pospolitej (Fragaria vesca), kosmaczka pomarańczowego (Hieracium aurantiacum), substancje zapasowe, umożliwiające odnowienie się rośliny, zgromadzone są w nadziemnych rozłogach.